# Политическая система
Полити́ческая систе́ма, полити́ческая организа́ция, полити́ческое устро́йство (о́бщества) — организованная на единой нормативно-ценностной основе система отношений (взаимодействий) политических субъектов, связанных с осуществлением власти (правительством) и управлением обществом (политической власти); включающая в себя аспекты: государственного строя, как основного, и политического режима, как функционального.
Данное понятие объединяет разнообразные действия и взаимоотношения властвующих групп и подвластных, управляющих и управляемых, господствующих и подчинённых, теоретически обобщает деятельность и взаимосвязи организованных форм властеотношений — государственных и иных институтов и учреждений, а также идеологических и политических ценностей и норм, регулирующих политическую жизнь членов данного общества. Понятие «политическая система» обозначает характерные для определённого общества структуры политической деятельности и отношений и типы политического процесса.

## Основные формы политических систем
- Демократия
- Либеральная демократия
- Нелиберальная демократия
- Гибридный режим
- Авторитаризм
- Тоталитаризм
- Теократия
- Торизм — политическое направление или политическая система в Англии[3].
- Цезаропапизм[4] — политическая система в Ватикане, ранее в Византии, в Церковной области.
- Цезаризм[5][6]

## Взгляды на политическую систему
Понятие политической системы носит многоаспектный характер. Тем и объясняется неоднозначность подходов в его анализе:
- Если рассматривать систему в институциональном плане, то её можно свести к совокупности государственных и негосударственных институтов и норм, в рамках которых проходит политическая жизнь данного общества.
- В другом варианте подчёркивается властный аспект политической системы и её определение связывается, главным образом, с узаконением государственного принуждения как средства регуляции взаимоотношений между людьми.
- В третьем — политическую систему рассматривают как систему авторитарного (при помощи власти) распределения ценностей в обществе.

Каждый из названных подходов будет корректным при условии конкретного указания аспекта определения понятия.

## Рациональная основа
Политическая система не только формируется, но и действует главным образом на рациональной основе (на основе знания). Рациональность политики воплощается в таких её институтах (по Т. Парсонсу), как лидерство, органы власти и регламентация. Признание института лидерства достаточно точно характеризует специфику политической системы, целенаправленно формирующейся и действующей. В данном контексте понятие «лидерство» означает некую нормативную модель поведения индивида или группы (элиты, партии), включающую, в силу занимаемого ими в данном обществе положения, право и обязанность осуществлять инициативу во имя достижения общей цели и привлекать к её реализации всё сообщество.

## Системность
Политическую систему можно рассматривать как социальную систему, для которой предполагается такая взаимосвязь её элементов, которая образует определённую целостность, единство. А это означает объединённость входящих в систему субъектов (общественных групп, организаций, индивидов) специфическими признаками, характеризующими систему, а не отдельные элементы. Причём эти признаки не сводимы к сумме свойств, составляющих систему элементов. В свою очередь, свойства элементов не выводимы из признаков целого.
Политической системе свойственны общие черты социальных систем. Кроме того, её характеризуют специфические признаки, вытекающие из природы политики и власти. Эта система, в отличие, скажем, от экономической, формируется в основном целенаправленно. В её фундаменте заключена совокупность соответствующих идей, ценностей — идеология, отражающая социальные интересы больших социальных групп и определяющая облик системы. Образующие политическую систему институты, как уже говорилось, представляют собой опредмеченные политические идеи и проекты. Отсюда необходимость учитывать в анализе особую роль духовного фактора в отработке механизмов функционирования и модернизации системы.
Политическая система, будучи обусловленной социально-экономическими структурами, выступает по отношению к ним и ко всей социальной среде как целое, функционирует в качестве относительно самостоятельного комплекса социальных институтов и политических отношений. Она имеет свою жизнь, свои закономерности, что определяется наличием специальных структурных связей, ролей, функций, а также закреплением и регулированием их особыми нормами — правовыми и политическими.
Как часть общества, функционируя в социальной среде, политическая система подвергается влиянию тех воздействий, которые исходят извне, от общества, а также импульсов изнутри — взаимодействий её институтов, ценностей и так далее.

## Структура политической системы
Субъекты политической системы: политические лидеры, политическая элита, социальные сообщества, общественные движения и организации, политические партии, органы местного самоуправления, регионы и государство.

Структура политической системы означает, из каких элементов она состоит, как они между собой взаимосвязаны. Выделяют следующие компоненты политической системы:
- организационный (институциональный) компонент — политическая организация общества, включающая в себя государство, политические партии и движения, общественные организации и объединения, трудовые коллективы, группы давления, профсоюзы, церковь, средства массовой информации;
- культурный компонент — политическое сознание, характеризующее психологические и идеологические стороны политической власти и политической системы (политическая культура, политические идеи/идеологии);
- нормативный компонент — социально-политические и правовые нормы, регулирующие политическую жизнь общества и процесс осуществления политической власти, традиции и обычаи, моральные нормы;
- коммуникативный компонент — информационные связи и политические отношения, складывающиеся между элементами системы по поводу политической власти, а также между политической системой и обществом;

Структура — важнейшее свойство системы, поскольку указывает на способ организации и соотношение её элементов.

## Функции политической системы
Сущность политической системы общества наиболее ярко проявляется в её функциях. Выделяют следующие функции политической системы:
- Обеспечение политической власти для определённой социальной группы или для большинства членов данного общества (политической системой устанавливаются и осуществляются конкретные формы и методы властвования — демократические и антидемократические, насильственные и ненасильственные и т. п.);
- Управление различными сферами жизнедеятельности людей в интересах отдельных социальных групп или большинства населения (действие политической системы как управляющей включает постановку целей, задач, путей развития общества, конкретных программ в деятельности политических институтов);
- Мобилизация средств и ресурсов, необходимых для достижения этих целей и задач (без огромной организаторской работы, людских, материальных и духовных ресурсов многие поставленные цели и задачи обречены на заведомое недостижение);
- Выявление и представительство интересов различных субъектов политических отношений (без селекции, чёткого определения и выражения на политическом уровне данных интересов никакая политика невозможна);
- Удовлетворение интересов различных субъектов политических отношений посредством распределения материальных и духовных ценностей в соответствии с теми или иными идеалами конкретного общества (именно в сфере распределения сталкиваются интересы разнообразных общностей людей);
- Интеграция общества, создание необходимых условий для взаимодействия различных элементов его структуры (объединяя разные политические силы, политическая система пытается сглаживать, снимать неизбежно возникающие в обществе противоречия, преодолевать конфликты, устранять коллизии);
- Политическая социализация (посредством которой формируется политическое сознание индивида и он включается в работу конкретных политических механизмов, благодаря чему происходит воспроизводство политической системы путём обучения всё новых членов общества и приобщения их к политическому участию и деятельности);
- Легитимация политической власти (то есть достижение определённой степени соответствия реальной политической жизни официальным политическим и правовым нормам).

Габриэль Алмонд выделил ряд функций для сохранения системы:
- Политическая социализация — приобретение человеком политических знаний, ценностей, следование стандартам политического поведения в обществе и так далее;
- Адаптация к внешней и внутренней среде. Осуществляется с помощью подготовки и отбора субъектов власти;
- Реагирование на сигналы, идущие извне и изнутри системы;
- Экстракционная функция — черпаются ресурсы из внутренней и внешней среды;
- Дистрибутивная функция — согласование интересов различных групп внутри общества;
- Регулирующая функция — управленческие действия;
- Избирательная система.